# Phrynoidea
Phrynoidea is een superfamilie van de zweepspinnen (Amblypygi), onderorde Euamblypygi. De superfamilie bestaat uit 95 nog levende en 3 fossiele soorten.

## Taxonomie
- Familie Phrynichidae
  - Geslacht Damon - C.L. Koch, 1850
    - Damon annulatipes - (Wood, 1869)
    - Damon brachialis - Weygoldt, 1999
    - Damon diadema - (Simon, 1876)
    - Damon gracilis - Weygoldt, 1998
    - Damon johnsonii - (Pocock, 1894)
    - Damon longispinatus - Weygoldt, 1998
    - Damon medius - (Herbst, in Lichtenstein & Herbst 1797)
    - Damon tibialis - (Simon, 1876)
    - Damon uncinatus - Weygoldt, 1999
    - Damon variegatus - (Perty, 1834)

  - Geslacht Euphrynichus - Weygoldt, 1995
    - Euphrynichus amanica - (Werner, 1916)
    - Euphrynichus bacillifer - (Gerstaecker, 1873)

  - Geslacht Musicodamon - Fage, 1939
    - Musicodamon atlanticus - Fage, 1939

  - Geslacht Phrynichodamon - Weygoldt, 1996
    - Phrynichodamon scullyi - (Purcell, 1902)

  - Geslacht Phrynichus - Karsch, 1879
    - Phrynichus brevispinatus - Weygoldt, 1998
    - Phrynichus ceylonicus - (C.L.Koch, 1843)
    - Phrynichus deflersi - Simon, 1887
    - Phrynichus dhofarensis - Weygoldt, Pohl & Polak, 2002
    - Phrynichus exophthalmus - Whittick, 1940
    - Phrynichus gaucheri - Weygoldt, 1998
    - Phrynichus heurtaultae - Weygoldt, Pohl & Polak, 2002
    - Phrynichus jayakari - Pocock, 1894
    - Phrynichus longespina - (Simon, 1936)
    - Phrynichus lunatus - (Pallas, 1772)
    - Phrynichus madagascariensis - Weygoldt, 1998
    - Phrynichus nigrimanus - (C.L.Koch, 1847)
    - Phrynichus orientalis - Weygoldt, 1998
    - Phrynichus phipsoni - Pocock, 1894
    - Phrynichus pusillus - Pocock, 1894
    - Phrynichus reniformis - (Linnaeus, 1758)
    - Phrynichus scaber - (Gervais, 1844)
    - Phrynichus spinitarsus - Weygoldt, 1998

  - Geslacht Trichodamon - Mello-Leitão, 1935
    - Trichodamon froesi - Mello-Leitao, 1940
    - Trichodamon princeps - Mello-Leitao, 1935
    - Trichodamon pusillus - Mello-Leitao, 1936

  - Geslacht Xerophrynus - Weygoldt, 1996
    - Xerophrynus machadoi - (Fage, 1951)
- Familie Phrynidae
  - Geslacht Acanthophrynus - Kraepelin, 1899
    - Acanthophrynus coronatus - (Butler, 1873)

  - Geslacht Electrophrynus  † - Petrunkevitch, 1971
    - Electrophrynus mirus  † - Petrunkevitch, 1971

  - Geslacht Heterophrynus - Pocock, 1894
    - Heterophrynus alces - Pocock, 1902
    - Heterophrynus armiger - Pocock, 1902
    - Heterophrynus batesii - (Butler, 1873)
    - Heterophrynus brevimanus - Mello-Leitao, 1931
    - Heterophrynus cervinus - Pocock, 1894
    - Heterophrynus cheiracanthus - (Gervais, 1842)
    - Heterophrynus elaphus - Pocock, 1903
    - Heterophrynus gorgo - (Wood, 1869)
    - Heterophrynus pumilio - (C.L.Koch, 1840)
    - Heterophrynus seriatus - Mello-Leitao, 1940
    - Heterophrynus vesanicus - Mello-Leitao, 1941

  - Geslacht Paraphrynus - Moreno, 1940
    - Paraphrynus azteca - (Pocock, 1894)
    - Paraphrynus baeops - Mullinex, 1975
    - Paraphrynus chacmool - (Rowland, 1973)
    - Paraphrynus chiztun - (Rowland, 1973)
    - Paraphrynus cubensis - Quintero, 1983
    - Paraphrynus emaciatus - Mullinex, 1975
    - Paraphrynus grubbsi - Cokendolpher & Sissom, 2001
    - Paraphrynus intermedius - (Franganillo, 1926)
    - Paraphrynus laevifrons - (Pocock, 1894)
    - Paraphrynus macrops - (Pocock, 1894)
    - Paraphrynus mexicanus - (Bilimek, 1867)
    - Paraphrynus pococki - Mullinex, 1975
    - Paraphrynus raptator - (Pocock, 1902)
    - Paraphrynus reddelli - Mullinex, 1979
    - Paraphrynus robustus - (Franganillo, 1931)
    - Paraphrynus subspinosus - Franganillo, 1936
    - Paraphrynus velmae - Mullinex, 1975
    - Paraphrynus viridiceps - (Pcocok, 1894)
    - Paraphrynus williamsi - Mullinex, 1975

  - Geslacht Phrynus - Lamarck, 1801
    - Phrynus asperatipes - Wood, 1863
    - Phrynus barbadensis - (Pocock, 1894)
    - Phrynus cozumel - Armas, 1995
    - Phrynus damonidaensis - Quintero, 1981
    - Phrynus eucharis - Armas & Gonzalez, 2001
    - Phrynus fossilis  † - Keferstein, 1828
    - Phrynus fuscimanus - C.L.Koch, 1847
    - Phrynus garridoi - Armas, 1994
    - Phrynus gervaisii - (Pocock, 1894)
    - Phrynus goesii - Thorell, 1889
    - Phrynus hispaniolae - Armas & Gonzalez, 2001
    - Phrynus kennidae - Armas & Gonzalez, 2001
    - Phrynus levii - Quintero, 1981
    - Phrynus longipes - (Pocock, 1894)
    - Phrynus maesi - Armas, 1995
    - Phrynus marginemaculatus - C.L.Koch, 1840
    - Phrynus noeli - Armas & Perez, 1994
    - Phrynus operculatus - Pocock, 1902
    - Phrynus palenque - Armas, 1995
    - Phrynus parvulus - Pocock, 1902
    - Phrynus pavesii - Fenizia, 1897
    - Phrynus pinarensis - Franganillo, 1940
    - Phrynus pinero - Armas & Avila Calvo, 2000
    - Phrynus pseudoparvulus - Armas & Viquez, 2001
    - Phrynus pulchripes - (Pocock, 1894)
    - Phrynus resinae  † - (Schawaller, 1979)
    - Phrynus santarensis - (Pocock, 1894)
    - Phrynus tessellatus - (Pocock, 1894)
    - Phrynus viridescens - Franganillo, 1931
    - Phrynus whitei - Gervais, 1842
    - Tarantula cordata - Lichtenstein, 1796